# 鐵馬驛站
鐵馬驛站或稱單車驛站是台灣提供自行車騎士的休息補給站，開始於2008年花蓮、屏東一些警察局派出所的加水、輪胎打氣服務項目，後擴至全台的騎自行車熱門路段。腳踏車在台灣台語也稱鐵馬(thih-bé)。

## 驛站錄
- 春日鐵馬驛站：全國第一家設立鐵馬休息站之派出所[5]

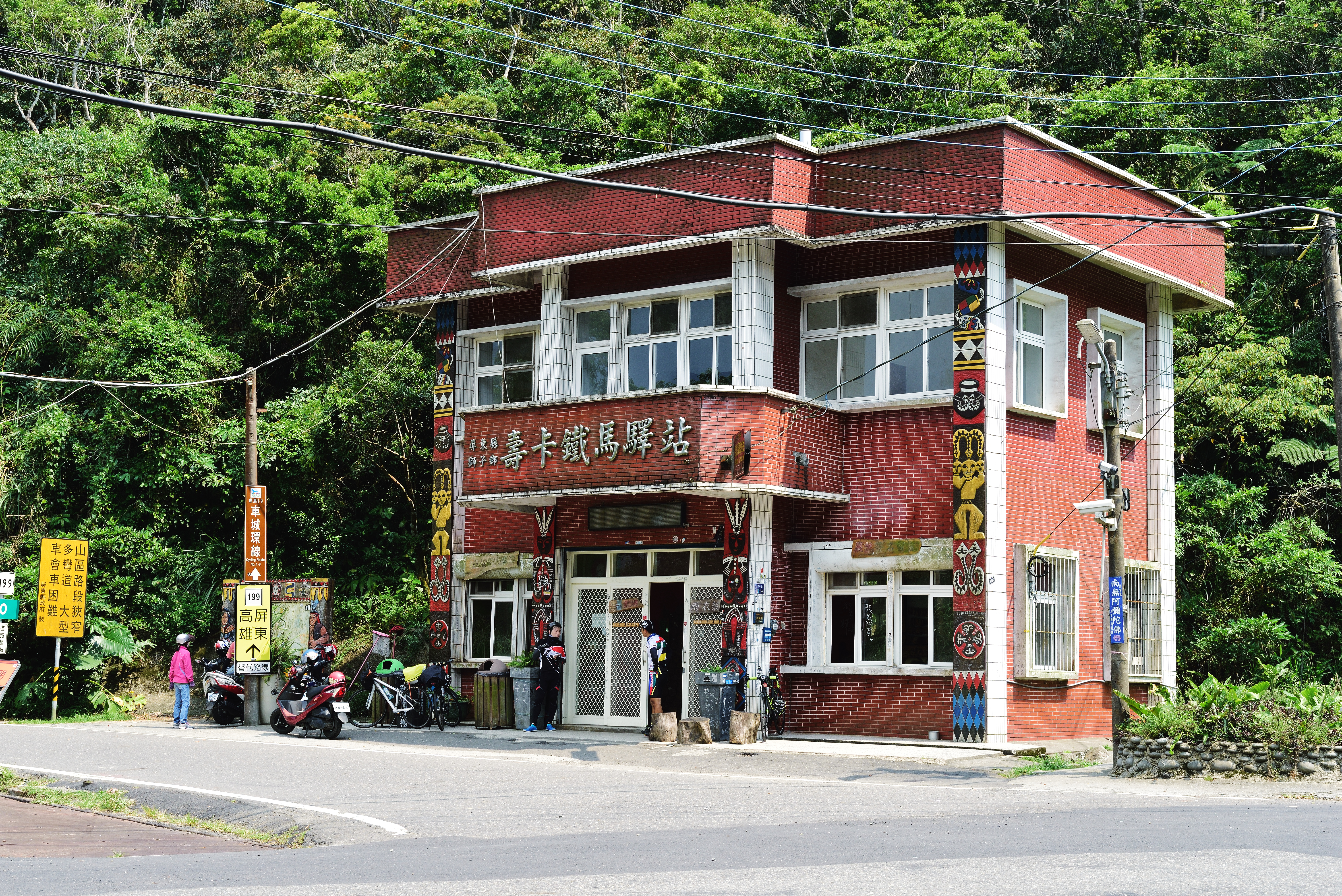

- 壽卡鐵馬驛站：南迴公路最高點，鐵馬騎士挑戰打卡點[6]

## 外部連結
- 單車驛站，https://taiwanbike.taiwan.net.tw/BicycleInfo/BikeStation （页面存档备份，存于） 臺灣自行車旅遊網 中華民國交通部觀光局